# Yoann Rayssac
Pour les articles homonymes, voir Rayssac.
Pas d'image ? Cliquez ici

a Compétitions nationales et continentales officielles uniquement.

Dernière mise à jour le 10 juin 2020.
Yoann Rayssac, né le 31 décembre 1987 à Castres (Tarn), est un joueur français de rugby à XV.

## Biographie
Né à Castres,, Yoann Rayssac commence le rugby à XV au Castres olympique.
En 2010, il s'engage avec Colomiers rugby,,.
En 2011, il est prêté au SC Albi.
En 2014, il rejoint l'US Montauban,,.
En 2015, il rejoint le SC Mazamet,.
En 2017, il signe au FC Villefranche-de-Lauragais,.
En 2019, il met un terme à sa carrière sportive en même temps que son frère.